# Comté de DeKalb (Indiana)
Pour les articles homonymes, voir Comté de DeKalb.
Le comté de DeKalb (anglais : DeKalb County) est un comté de l'État de l'Indiana, aux États-Unis. Il comptait 40 285 habitants en 2000. Son siège est Auburn.